# Robert Daly
Robert Daly, född den 26 januari 1978, är en irländsk före detta friidrottare som tävlade i kortdistanslöpning.
Dalys främsta merit är att han ingick i det irländska stafettlaget på 4 x 400 meter som blev bronsmedaljörer vid inomhus-VM 2004 i Budapest efter Jamaica och Ryssland.

## Personliga rekord
- 400 meter - 45,98